# مبرهنة الانفصال لفيشر
في علم الاقتصاد، تؤكد نظرية فصل فيشر أن الهدف الأساسي للشركة هو تعظيم قيمتها الحالية، بغض النظر عن تفضيلات مساهميها. وبالتالي فإن النظرية تفصل بين «الفرص الإنتاجية» للإدارة من «فرص السوق» للمقاول. تم اقتراحه من قبل واسمه بعد ذلك، الخبير الاقتصادي ايرفينغ فيشر.
تحتوي النظرية على "أوضح وأشهر معرض"  في نظرية الفائدة (1930)؛ لا سيما في "التقريب الثاني لنظرية الفائدة.